# Olomouc villamosvonal-hálózata
Olomouc villamoshálózatának teljes hossza 16,2 km, amely 7 vonalból áll. A 69 darab jármű összesen 36 megállót szolgál ki.

## Története

A villamoshálózat 2023-ban

A város vasútállomása viszonylag messze található a központtól, ezért 1845-ben indítottak omnibuszokat a két hely között. 1899. április 1-jén átadták az első villamosvonalat a pályaudvartól a belvárosi fő utcán keresztül a nyugati városhatárig, illetve egy leágazással a Nová Ulica felé. A vonal építtetője és üzemeltetője a bécsi Császári és Királyi Osztrák Államvasutak volt. Az első bővítés 1914-ben történt, ekkor a temetőig hosszabbították a vonalat, majd 1933-ban a katonai repülőtér, 1934-ben pedig a Nová Ulicában található kórház kapott villamoskapcsolatot. A hálózat hossza ekkor valamivel több, mint 7 km volt. 1936-ban megszűnt a főpályaudvar előtti körforduló, helyette visszafordító vágányokat építettek. 1940-re az éves utasforgalom már meghaladta a 7,5 millió utast is, ennek köszönhetően is átépítették két vágányosra a teljes vonalat. 1947-ben kelet felé is terjeszkedett a villamos, Hodolany és Bělidla városrészeket kapcsolták össze a belvárossal.
A második világháború után államosították a villamosokat is, majd 1953-tól a Dopravní podnik města Olomouce (DPMO) vette át az üzemeltetést. A következő évtizedben további bővítéseket végeztek, ugyanakkor néhány kihasználatlan részt felszámoltak. 1958-ban megépült a Fibichova végállomás a vasútállomástól délre. A következő nagy fejlesztésre 1997-ig kellett várni, ekkor épült meg a főpályaudvar és Envelopa közötti szakasz, mely a belvárost dél felől közelíti meg, ezzel kialakítva a hálózat mai formáját. 2007. szeptember 1-től törölték az 5-ös vonalat, amely Pavlovičkyból a főpályaudvaron túl Tržnice-n keresztül Neředínbe vezetett. 2012 júniusában megkezdődött egy új, 1,4 kilométeres vonal építése, amely Šantovkától (az egykori Mila komplexumtól) a Mlýnský potok körül, a Velkomoravská utcán át a Rooseveltova és a Trnkova utcák kereszteződéséig tart az Újvidéki kerületben. Ezt az első, három megállós (Šantovka, V Kotlině és Trnkova) szakaszt 2013. november 29-én helyezték üzembe. Itt bevezették a 3-as vonalat, majd ugyanezen év december 15-től az 5-öst is. 2021 márciusában megkezdődött a Nové Sady és Povel közötti vonal második szakaszának építése. A Rooseveltová, Zikova és Schweitzerová utcákon futó 1,2 kilométeres szakaszt, 2022. november 1-jén helyezték üzembe. 

## Vonalak
| Járat | Útvonal |
| ----- | --- |
| 1     | Fibichova – Hlavní nádraží – Vejdovského – Envelopa – Tržnice – Okresní soud – Výstaviště Flora – Wolkerova – Fakultní nemocnice – Pionýrská – Nová Ulice |
| 2     | Fibichova – Hlavní nádraží – U Bystřičky – Žižkovo náměstí – U Dómu – Náměstí Republiky – U Sv. Mořice – Palackého – Nádraží město – Šibeník – Pražská – U Kovárny – Hřbitovy – Neředín, krematorium |
| 3     | Fibichova – Hlavní nádraží – U Bystřičky – Žižkovo náměstí – U Dómu – Náměstí Republiky – U Sv. Mořice – Náměstí Hrdinů – Okresní soud – Tržnice – Šantovka – V Kotlině – Trnkova – Zikova – Rožňavská – U Kapličky                                                                                      |
| 4     | Pavlovičky – Pavlovická – Bělidla – Husův sbor – Hodolanská – Aut. nádraží podchod – Fibichova – Hlavní nádraží – U Bystřičky – Žižkovo náměstí – U Dómu – Náměstí Republiky – U Sv. Mořice – Náměstí Hrdinů – Okresní soud – Výstaviště Flora – Wolkerova – Fakultní nemocnice – Pionýrská – Nová Ulice |
| 5     | Fibichova – Hlavní nádraží – Vejdovského – Envelopa – Šantovka – Trnkova – Zikova – Rožňavská – U Kapličky |
| 6     | Fibichova – Hlavní nádraží – U Bystřičky – Žižkovo náměstí – U Dómu – Náměstí Republiky – U Sv. Mořice – Náměstí Hrdinů – Okresní soud – Výstaviště Flora – Wolkerova – Fakultní nemocnice – Pionýrská – Nová Ulice                                                                                      |
| 7     | Fibichova – Hlavní nádraží – Vejdovského – Envelopa – Tržnice – Okresní soud – Náměstí Hrdinů – Palackého – Nádraží město – Šibeník – Pražská – U Kovárny – Hřbitovy – Neředín, krematorium |

## Járműpark
| Kép            | Típus          | Altípusok                           | Darab (2025. 04. 06.) |
| -------------- | -------------- | ----------------------------------- | --------------------- |
| Tatra T3R.P    | Tatra T3       | Tatra T3, Tatra T3SUCS, Tatra T3R.P | 17                    |
| Škoda 03T      | Škoda 03T      | Škoda 03T                           | 4                     |
| Inekon 01 Trio | Inekon 01 Trio | Inekon 01 Trio                      | 3                     |
| VarioLF        | VarioLF        | VarioLF.E, VarioLFR.E, VarioLFR.S   | 21                    |
| VarioLF plus/o | VarioLF plus/o | VarioLF plus/o                      | 14                    |
|                | EVO1           | EVO1, EVO1/o                        | 11                    |

Egy 1930-as Ringhoffer-motorkocsi és egy 1951-es pótkocsi (gyártó: Královopolská strojírna, Brno) képezi a nosztalgiaüzem részét. Egy 1914-ben gyártott Studénka motorkocsival is rendelkeznek, ám az a brnói Műszaki Múzeumban van kiállítva.

## Fordítás
- Ez a szócikk részben vagy egészben  a   Tramvajová doprava v Olomouci című cseh Wikipédia-szócikk fordításán alapul.  Az eredeti cikk szerkesztőit annak laptörténete sorolja fel. Ez a jelzés csupán a megfogalmazás eredetét és a szerzői jogokat jelzi, nem szolgál a cikkben szereplő információk forrásmegjelöléseként.